# The Song of Names
The Song of Names is een Canadees-Hongaarse dramafilm uit 2019, geregisseerd door François Girard. De film is gebaseerd op de gelijknamige roman van Norman Lebrecht.

## Verhaal
In Europa, tijdens de Tweede Wereldoorlog, krijgt de negenjarige Martin een voorliefde voor zijn nieuwe adoptiebroer, Dovidl. Dovidl is een wonderbaarlijke violist van zijn leeftijd en is net als vluchteling in Londen aangekomen. Na een paar jaar, voordat hij op 21-jarige leeftijd een concert geeft, verdwijnt Dovidl spoorloos, wat schaamte en ondergang betekent voor zijn adoptiegezin. Jaren later, als Martin 56 is, laat een jonge violist een stijl horen die alleen Dovidl hem had kunnen leren.

## Rolverdeling
| Acteur              | Personage             | Opmerkingen    |
| ------------------- | --------------------- | -------------- |
| Tim Roth            | Martin Simmonds       |                |
| Gerran Howell       | Martin Simmonds       | 17–23 jaar oud |
| Misha Handley       | Martin Simmonds       | 9–13 jaar oud  |
| Clive Owen          | Dovidl Rapoport       |                |
| Jonah Hauer-King    | Dovidl Rapoport       | 17–21 jaar oud |
| Luke Doyle          | Dovidl Rapoport       | 9–13 jaar oud  |
| Stanley Townsend    | Gilbert Simmonds      |                |
| Catherine McCormack | Helen Simmonds        |                |
| Marina Hambro       | jonge Helen           |                |
| Magdalena Cielecka  | Anna Wozniak          | Warschau       |
| Saul Rubinek        | de heer Feinman       | New York       |
| Eddie Izzard        | BBC-radio-omroeper    |                |
| Jakum Kotynski      | Zygmunt Rapoport      |                |
| Tamás Puskás        | professor Carl Flesch |                |

## Productie
De opnames begonnen op 27 september 2018. Het filmen vond plaats in Londen, Boedapest, Treblinka, Montréal en New York.

## Release
De film ging in première op 8 september 2019 op het Internationaal filmfestival van Toronto.

## Ontvangst
Op Rotten Tomatoes heeft The Song of Names een waarde van 39% en een gemiddelde score van 5,30/10, gebaseerd op 57 recensies. Op Metacritic heeft de film een gemiddelde score van 51/100, gebaseerd op 15 recensies.

## Prijzen en nominaties
De belangrijkste:
| Jaar | Prijs                                   | Categorie                                   | Genomineerde(n)                                                        | Uitslag     |
| ---- | --------------------------------------- | ------------------------------------------- | ---------------------------------------------------------------------- | ----------- |
| 2019 | Internationaal filmfestival van Toronto | Beste Canadese speelfilm                    | François Girard                                                        | Genomineerd |
| 2020 | Canadian Screen Awards                  | Prestatie in kostuumontwerp                 | Anne Dixon                                                             | Genomineerd |
| 2020 | Canadian Screen Awards                  | Prestatie in muziek - originele partituur   | Howard Shore                                                           | Gewonnen    |
| 2020 | Canadian Screen Awards                  | Prestatie in muziek - origineel nummer      | Howard Shore, voor "The Song of Names (Cantor Prayer)"                 | Gewonnen    |
| 2020 | Canadian Screen Awards                  | Prestatie in make-up                        | Fanny Vachon                                                           | Gewonnen    |
| 2020 | Canadian Screen Awards                  | Prestatie in algemeen geluid                | Claude La Haye, Bernard Gariépy Strobl, Mark Appledoor & Daniel Bisson | Gewonnen    |
| 2020 | Canadian Screen Awards                  | Prestatie in Art Direction/Productieontwerp | François Séguin                                                        | Genomineerd |
| 2020 | Canadian Screen Awards                  | Prestatie in visuele effecten               | Alain Lachance, Marc A. Rousseau & Jean-Pierre Riverin                 | Genomineerd |
| 2020 | Canadian Screen Awards                  | Prestatie in haar                           | Michelle Côté                                                          | Genomineerd |
| 2020 | Canadian Screen Awards                  | Prestatie in geluidsbewerking               | Francine Poirier, Claude Beaugrand & Michel B. BordeleauRaymond        | Gewonnen    |